# 許靈公
許靈公（？—前547年），姜姓，名寧，為春秋諸侯國許國君主之一，在位期間為前581年─前547年。他於前576年遷都至葉。之後，多次遷都。